# Neocorynura iguaquensis
Neocorynura iguaquensis är en biart som beskrevs av Smith-pardo och Gonzalez 2006. Neocorynura iguaquensis ingår i släktet Neocorynura och familjen vägbin. Inga underarter finns listade i Catalogue of Life.